# Фуентеструн
Фуентеструн (ісп. Fuentestrún) — муніципалітет в Іспанії, у складі автономної спільноти Кастилія-і-Леон, у провінції Сорія. Населення — 55 осіб (2010).
Муніципалітет розташований на відстані близько 210 км на північний схід від Мадрида, 33 км на схід від Сорії.

## Демографія
Динаміка населення (INE ):

## Галерея зображень

Розташування муніципалітету Фуентеструн